# Zagut (cráter)

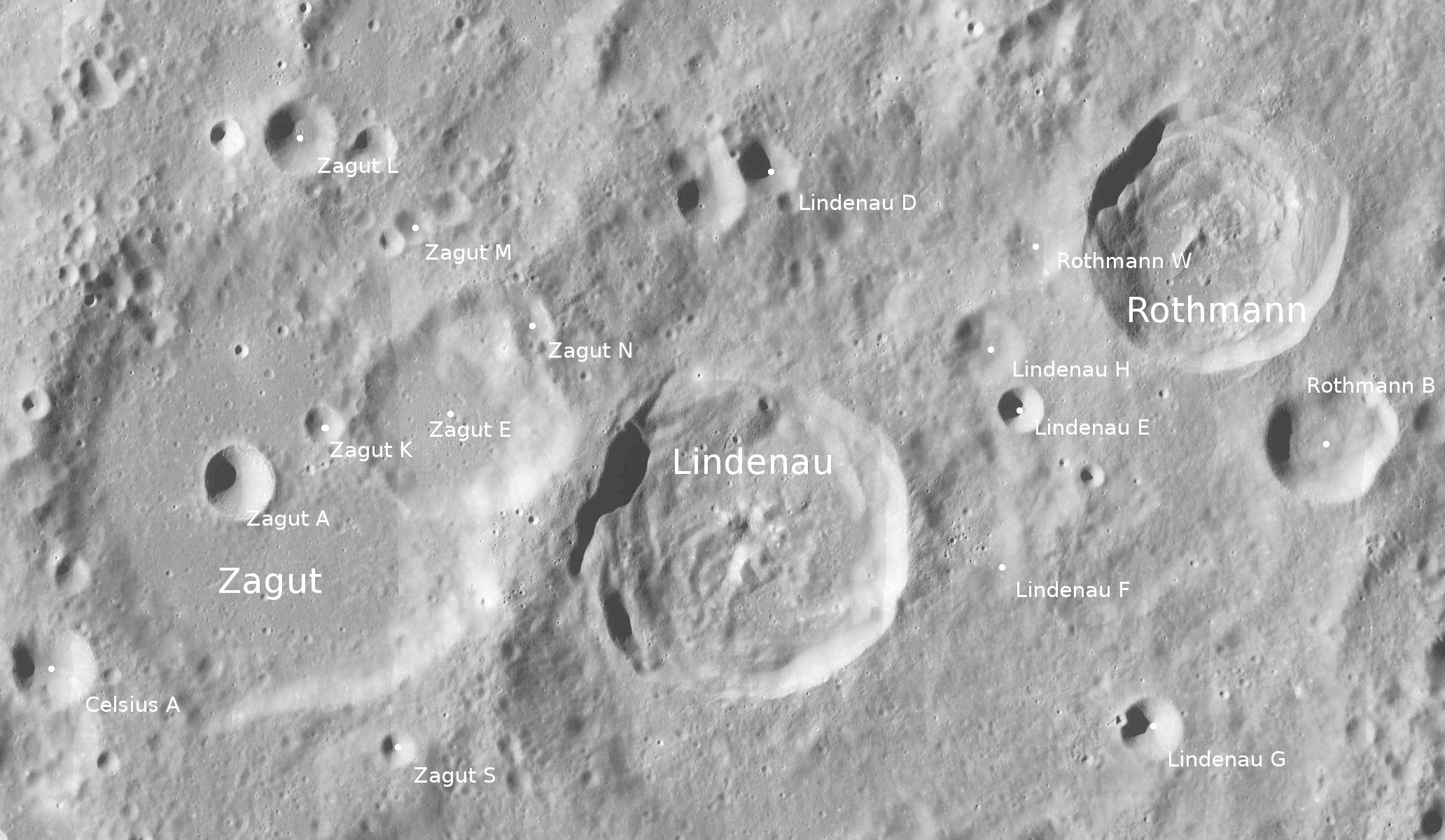
Fotografía de la misión Lunar Reconnaissance Orbiter

Zagut (Zacut) es un cráter de impacto , llamado así en honor a Abraham Zacut o Zacuto, ubicado en el sector sureste de la Luna, fuertemente afectado por numerosos impactos. Está casi rodeado por otros cráteres con nombres propios, con Wilkins al noroeste, Lindenau al este, Rabbi Levi al sureste y Celsius al suroeste.
|  |

El borde de Zagut (Zacut) aparece desgastado e irregular, especialmente al norte y al este. Está parcialmente recubierto por Zagut E, un cráter satélite con un suelo irregular y plano. El suelo de Zagut (Zacut) también es relativamente plano, y su centro está ocupado por el cráter Zagut A en lugar de un pico.
Lleva el nombre del astrónomo y cabalista judeoespañol Abraham Zacut o Zacuto, la designación de Zagut es un error en la trascripción de Abraham Zacut.

## Cráteres satélite
Por convención estos elementos son identificados en los mapas lunares poniendo la letra en el lado del punto medio del cráter que está más cercano a Zagut (Zacut).
|       | \| Zagut \| Coordenadas \| Diámetro \| \| ----- \| ----------------------------- \| -------- \| \| A \| 32°00′S 21°36′E / -32.0, 21.6 \| 11 km \| \| B \| 32°06′S 18°42′E / -32.1, 18.7 \| 32 km \| \| C \| 30°48′S 18°30′E / -30.8, 18.5 \| 24 km \| \| D \| 31°24′S 19°18′E / -31.4, 19.3 \| 16 km \| \| E \| 31°42′S 23°06′E / -31.7, 23.1 \| 35 km \| \| F \| 30°12′S 17°30′E / -30.2, 17.5 \| 8 km \| \| H \| 29°54′S 20°42′E / -29.9, 20.7 \| 8 km \| \| K \| 31°42′S 22°12′E / -31.7, 22.2 \| 7 km \| \| L \| 30°18′S 22°06′E / -30.3, 22.1 \| 12 km \| \| M \| 30°48′S 22°54′E / -30.8, 22.9 \| 6 km \| \| N \| 31°12′S 23°30′E / -31.2, 23.5 \| 9 km \| \| O \| 33°00′S 16°42′E / -33.0, 16.7 \| 11 km \| \| P \| 32°24′S 17°24′E / -32.4, 17.4 \| 14 km \| \| R \| 30°48′S 20°42′E / -30.8, 20.7 \| 4 km \| \| S \| 33°18′S 22°36′E / -33.3, 22.6 \| 7 km \| |          |
| Zagut | Coordenadas | Diámetro |
| A     | 32°00′S 21°36′E / -32.0, 21.6 | 11 km    |
| B     | 32°06′S 18°42′E / -32.1, 18.7 | 32 km    |
| C     | 30°48′S 18°30′E / -30.8, 18.5 | 24 km    |
| D     | 31°24′S 19°18′E / -31.4, 19.3 | 16 km    |
| E     | 31°42′S 23°06′E / -31.7, 23.1 | 35 km    |
| F     | 30°12′S 17°30′E / -30.2, 17.5 | 8 km     |
| H     | 29°54′S 20°42′E / -29.9, 20.7 | 8 km     |
| K     | 31°42′S 22°12′E / -31.7, 22.2 | 7 km     |
| L     | 30°18′S 22°06′E / -30.3, 22.1 | 12 km    |
| M     | 30°48′S 22°54′E / -30.8, 22.9 | 6 km     |
| N     | 31°12′S 23°30′E / -31.2, 23.5 | 9 km     |
| O     | 33°00′S 16°42′E / -33.0, 16.7 | 11 km    |
| P     | 32°24′S 17°24′E / -32.4, 17.4 | 14 km    |
| R     | 30°48′S 20°42′E / -30.8, 20.7 | 4 km     |
| S     | 33°18′S 22°36′E / -33.3, 22.6 | 7 km     |